# Grand Prix Formule 1 van China 2014
De Grand Prix Formule 1 van China 2014 werd gehouden op 20 april 2014 op het Shanghai International Circuit. Het was de vierde race van het kampioenschap.

## Wedstrijdverslag

### Achtergrond

#### DRS-systeem
Voor het DRS-systeem worden, in tegenstelling tot 2013, twee detectiepunten gebruikt. Het eerste meetpunt ligt in bocht 12, waarna de achtervleugel op het rechte stuk tussen bocht 13 en 14 open mag. Het tweede meetpunt voor bocht 16 en het DRS-systeem mag gebruikt worden op het rechte stuk op start-finish. Als een coureur hier binnen een seconde achter een andere coureur rijdt, mag hij zijn achtervleugel open zetten op het rechte stuk op start-finish en tussen de tweede en de derde bocht.

### Kwalificatie
Lewis Hamilton behaalde voor Mercedes zijn derde pole position van het jaar. Het Red Bull-duo Daniel Ricciardo en Sebastian Vettel start op de tweede en derde posities, voor de andere Mercedes van Nico Rosberg, nadat hij in zijn laatste ronde spinde. Fernando Alonso kwalificeerde zich voor Ferrari op de vijfde positie, voor het Williams-duo Felipe Massa en Valtteri Bottas. De top 10 werd volgemaakt door de Force India van Nico Hülkenberg, de Toro Rosso van Jean-Éric Vergne en de Lotus van Romain Grosjean.
Na afloop van de vorige race kreeg Lotus-coureur Pastor Maldonado een straf van vijf startplaatsen voor deze race vanwege het veroorzaken van een aanrijding met de Sauber van Esteban Gutiérrez, die door de aanrijding een koprol maakte en uitgeschakeld werd. Aangezien hij door een probleem met zijn motor niet kon deelnemen aan de kwalificatie, heeft dit geen invloed gehad op zijn startpositie.

### Race
De race werd ook gewonnen door Lewis Hamilton, wat zijn derde overwinning van het seizoen was. Nico Rosberg eindigde als tweede, waardoor het de derde 1-2 finish van dit seizoen was van Mercedes. Fernando Alonso behaalde met een derde plaats het eerste Ferrari-podium van het jaar. Daniel Ricciardo werd vierde, nadat zijn teamgenoot Sebastian Vettel, die vijfde werd, de opdracht kreeg om hem voorbij te laten. Nico Hülkenberg eindigde de race op een sterke zesde plaats voor Valtteri Bottas. Kimi Räikkönen eindigde in zijn Ferrari na een slechte kwalificatie op een achtste plaats. De laatste punten gingen naar Force India-coureur Sergio Pérez en Toro Rosso-coureur Daniil Kvjat.
Na afloop van de race bleek dat de finishvlag een ronde te vroeg werd gezwaaid. Hierdoor werd de stand aan het einde van ronde 54 de uitslag, in plaats van de stand aan het einde van ronde 56. Alleen Caterham-coureur Kamui Kobayashi moest hierdoor een plaats inleveren ten koste van de Marussia van Jules Bianchi.

## Vrije trainingen
- Er wordt enkel de top 5 weergegeven.

| Vrije training 1 | Pos | No | Coureur          | Constructeur         | Tijd     |
| ---------------- | --- | -- | ---------------- | -------------------- | -------- |
| Vrije training 1 | 1   | 14 | Fernando Alonso  | Ferrari              | 1:39.783 |
| Vrije training 1 | 2   | 6  | Nico Rosberg     | Mercedes             | 1:40.181 |
| Vrije training 1 | 3   | 3  | Daniel Ricciardo | Red Bull-Renault     | 1:40.772 |
| Vrije training 1 | 4   | 22 | Jenson Button    | McLaren-Mercedes     | 1:40.970 |
| Vrije training 1 | 5   | 27 | Nico Hülkenberg  | Force India-Mercedes | 1:41.175 |
| Vrije training 2 | Pos | No | Coureur          | Constructeur         | Tijd     |
| Vrije training 2 | 1   | 44 | Lewis Hamilton   | Mercedes             | 1:38.315 |
| Vrije training 2 | 2   | 14 | Fernando Alonso  | Ferrari              | 1:38.456 |
| Vrije training 2 | 3   | 6  | Nico Rosberg     | Mercedes             | 1:38.726 |
| Vrije training 2 | 4   | 3  | Daniel Ricciardo | Red Bull-Renault     | 1:38.811 |
| Vrije training 2 | 5   | 1  | Sebastian Vettel | Red Bull-Renault     | 1:39.015 |
| Vrije training 3 | Pos | No | Coureur          | Constructeur         | Tijd     |
| Vrije training 3 | 1   | 3  | Daniel Ricciardo | Red Bull-Renault     | 1:53.958 |
| Vrije training 3 | 2   | 19 | Felipe Massa     | Williams-Mercedes    | 1:54.492 |
| Vrije training 3 | 3   | 8  | Romain Grosjean  | Lotus-Renault        | 1:54.514 |
| Vrije training 3 | 4   | 27 | Nico Hülkenberg  | Force India-Mercedes | 1:55.032 |
| Vrije training 3 | 5   | 7  | Kimi Räikkönen   | Ferrari              | 1:55.062 |

Testcoureurs:

- Felipe Nasr (Williams-Mercedes, P13)
- Giedo van der Garde (Sauber-Ferrari, P14)

## Kwalificatie
| Pos                 | No | Coureur           | Constructeur         | Q1        | Q2       | Q3       | Grid |
| ------------------- | -- | ----------------- | -------------------- | --------- | -------- | -------- | ---- |
| 1                   | 44 | Lewis Hamilton    | Mercedes             | 1:55.516  | 1:54.029 | 1:53.860 | 1    |
| 2                   | 3  | Daniel Ricciardo  | Red Bull-Renault     | 1:56.641  | 1:55.302 | 1:54.455 | 2    |
| 3                   | 1  | Sebastian Vettel  | Red Bull-Renault     | 1:55.926  | 1:54.499 | 1:54.960 | 3    |
| 4                   | 6  | Nico Rosberg      | Mercedes             | 1:56.058  | 1:55.294 | 1:55.143 | 4    |
| 5                   | 14 | Fernando Alonso   | Ferrari              | 1:56.961  | 1:55.765 | 1:55.637 | 5    |
| 6                   | 19 | Felipe Massa      | Williams-Mercedes    | 1:56.850  | 1:56.757 | 1:56.147 | 6    |
| 7                   | 77 | Valtteri Bottas   | Williams-Mercedes    | 1:56.501  | 1:56.253 | 1:56.282 | 7    |
| 8                   | 27 | Nico Hülkenberg   | Force India-Mercedes | 1:55.913  | 1:56.847 | 1:56.366 | 8    |
| 9                   | 25 | Jean-Éric Vergne  | Toro Rosso-Renault   | 1:57.477  | 1:56.584 | 1:56.773 | 9    |
| 10                  | 8  | Romain Grosjean   | Lotus-Renault        | 1:58.411  | 1:56.407 | 1:57.079 | 10   |
| 11                  | 7  | Kimi Räikkönen    | Ferrari              | 1:58.279  | 1:56.860 |          | 11   |
| 12                  | 22 | Jenson Button     | McLaren-Mercedes     | 1:57.783  | 1:56.963 |          | 12   |
| 13                  | 26 | Daniil Kvjat      | Toro Rosso-Renault   | 1:57.261  | 1:57.289 |          | 13   |
| 14                  | 99 | Adrian Sutil      | Sauber-Ferrari       | 1:58.138  | 1:57.393 |          | 14   |
| 15                  | 20 | Kevin Magnussen   | McLaren-Mercedes     | 1:57.369  | 1:57.675 |          | 15   |
| 16                  | 11 | Sergio Pérez      | Force India-Mercedes | 1:58.362  | 1:58.264 |          | 16   |
| 17                  | 21 | Esteban Gutiérrez | Sauber-Ferrari       | 1:58.988  |          |          | 17   |
| 18                  | 10 | Kamui Kobayashi   | Caterham-Renault     | 1:59.260  |          |          | 18   |
| 19                  | 17 | Jules Bianchi     | Marussia-Ferrari     | 1:59.326  |          |          | 19   |
| 20                  | 9  | Marcus Ericsson   | Caterham-Renault     | 2:00.646  |          |          | 20   |
| 21                  | 4  | Max Chilton       | Marussia-Ferrari     | 2:00.865  |          |          | 21   |
| 107% tijd: 2:03.602 |    |                   |                      |           |          |          |      |
| 22                  | 13 | Pastor Maldonado  | Lotus-Renault        | geen tijd |          |          | 22   |

## Race
| Pos | No | Coureur           | Constructeur         | Rondes | Tijd/Oorzaak uitval | Grid | Punten |
| --- | -- | ----------------- | -------------------- | ------ | ------------------- | ---- | ------ |
| 1   | 44 | Lewis Hamilton    | Mercedes             | 54     | 1:33:28.338         | 1    | 25     |
| 2   | 6  | Nico Rosberg      | Mercedes             | 54     | +18.062             | 4    | 18     |
| 3   | 14 | Fernando Alonso   | Ferrari              | 54     | +23.604             | 5    | 15     |
| 4   | 3  | Daniel Ricciardo  | Red Bull-Renault     | 54     | +27.136             | 2    | 12     |
| 5   | 1  | Sebastian Vettel  | Red Bull-Renault     | 54     | +47.778             | 3    | 10     |
| 6   | 27 | Nico Hülkenberg   | Force India-Mercedes | 54     | +54.295             | 8    | 8      |
| 7   | 77 | Valtteri Bottas   | Williams-Mercedes    | 54     | +55.697             | 7    | 6      |
| 8   | 7  | Kimi Räikkönen    | Ferrari              | 54     | +1:16.335           | 11   | 4      |
| 9   | 11 | Sergio Pérez      | Force India-Mercedes | 54     | +1:22.647           | 16   | 2      |
| 10  | 26 | Daniil Kvjat      | Toro Rosso-Renault   | 53     | +1 ronde            | 13   | 1      |
| 11  | 22 | Jenson Button     | McLaren-Mercedes     | 53     | +1 ronde            | 12   |        |
| 12  | 25 | Jean-Éric Vergne  | Toro Rosso-Renault   | 53     | +1 ronde            | 9    |        |
| 13  | 20 | Kevin Magnussen   | McLaren-Mercedes     | 53     | +1 ronde            | 15   |        |
| 14  | 13 | Pastor Maldonado  | Lotus-Renault        | 53     | +1 ronde            | 22   |        |
| 15  | 19 | Felipe Massa      | Williams-Mercedes    | 53     | +1 ronde            | 6    |        |
| 16  | 21 | Esteban Gutiérrez | Sauber-Ferrari       | 53     | +1 ronde            | 17   |        |
| 17  | 17 | Jules Bianchi     | Marussia-Ferrari     | 53     | +1 ronde            | 19   |        |
| 18  | 10 | Kamui Kobayashi   | Caterham-Renault     | 53     | +1 ronde            | 18   |        |
| 19  | 4  | Max Chilton       | Marussia-Ferrari     | 52     | +2 ronden           | 21   |        |
| 20  | 9  | Marcus Ericsson   | Caterham-Renault     | 52     | +2 ronden           | 20   |        |
| DNF | 8  | Romain Grosjean   | Lotus-Renault        | 28     | Versnellingsbak     | 10   |        |
| DNF | 99 | Adrian Sutil      | Sauber-Ferrari       | 5      | Motor               | 14   |        |

## Standen na de Grand Prix

### Coureurs
| Positie | Nummer | Rijder           | Team                 | Punten |
| ------- | ------ | ---------------- | -------------------- | ------ |
| 1       | 6      | Nico Rosberg     | Mercedes             | 79     |
| 2       | 44     | Lewis Hamilton   | Mercedes             | 75     |
| 3       | 14     | Fernando Alonso  | Ferrari              | 41     |
| 4       | 27     | Nico Hülkenberg  | Force India-Mercedes | 36     |
| 5       | 1      | Sebastian Vettel | Red Bull-Renault     | 33     |

### Constructeurs
| Positie | Nummers | Team                 | Rijders                           | Punten |
| ------- | ------- | -------------------- | --------------------------------- | ------ |
| 1       | 6 44    | Mercedes             | Nico Rosberg Lewis Hamilton       | 154    |
| 2       | 1 3     | Red Bull-Renault     | Sebastian Vettel Daniel Ricciardo | 57     |
| 3       | 11 27   | Force India-Mercedes | Sergio Pérez Nico Hülkenberg      | 54     |
| 4       | 7 14    | Ferrari              | Kimi Räikkönen Fernando Alonso    | 52     |
| 5       | 20 22   | McLaren-Mercedes     | Kevin Magnussen Jenson Button     | 43     |

## Noot
- Dit was de 25ste Grand Prix-winst voor Lewis Hamilton.
- Lewis Hamilton wist de Grote Prijs van China voor de derde keer te winnen (eerdere overwinningen in 2008 en 2011).